# مطار وريديبي
مطار وريديبي (بالفنلندية: Wredebyn lentokenttä)‏ (إيكاو: EFWB) هو مطار يقع في كوفولا، فنلندا، على بعد حوالي 7 كيلومتر (4 ميل) جنوب غرب أنجالانكوسكي.

## المرافق
يقع المطار على ارتفاع 82 قدم (25 م) فوق مستوى سطح البحر. يملك مدرج واحد مصمم 07/25 مع مساحة عشبية تبلغ 690 by 15 متر (2,264 قدم × 49 قدم).

## روابط خارجية
- VFR Suomi / فنلندا - مطار وريديبي
- Lentopaikat.net - مطار وريديبي باللغة الفنلندية
- صورة مطار وريديبي
- فيديو من هبوط طائرة في EFWB Wredeby